# Karl Kailer von Kaltenfels
Karl Kailer von Kaltenfels (Pola, 24 maggio 1862 – Vienna, 28 aprile 1917) è stato un ammiraglio austriaco.
Ufficiale specializzatosi nell'uso dell'artiglieria, fu comandante della nave da battaglia Wien. Durante la prima guerra mondiale ricoprì gli incarichi di comandante della IV Divisione Navale, e in seguito di Capo della sezione navale del Ministero della Guerra a Vienna.

## Biografia
Nato a Pola il 24 maggio 1862, entrò come graduato all'Accademia Navale di Fiume, e dal 1880 cominciò il servizio in mare come guardiamarina. Svolse in seguito missioni in India e in Asia orientale. Come comandante della torpediniera No.21 (ex Staar) si distinse durante il blocco di Creta. Si guadagnò un encomio anche durante la rivolta dei Boxer, sotto il comando di Montecuccoli, per il coraggio dimostrato nella presa di Forte Peitang. In seguito venne promosso capitano di corvetta (1903), capitano di fregata (1907) e capitano di vascello (1910). Fra il giugno 1905 e il novembre 1910 fu imbarcato sulla corazzata Wien, dopodiché passò alla Sezione Navale del Ministero della Guerra. Mentre ricopriva questo incarico fu tra i promotori dell'introduzione sulla navi della Kriegsmarine del radiotelegrafo, e bocciò l'adozione del nuovo cannone 35 cm/45 K14 Skoda sulle corazzate della nuova classe di dreadnought Ersatz Monarch.
Tra il 1911 e il 1912 fu capo dell'Ufficio Operazioni della Sezione Navale e nel 1912 venne promosso commodoro; un anno dopo gli fu affidato il comando in mare della IV Divisione Navale e venne promosso contrammiraglio. Nei primi mesi del 1914 divenne viceammiraglio, e rappresentò il comandante della flotta, ammiraglio Anton Haus, al decisivo consiglio della corona del 7 luglio 1914 in cui fu decisa irrevocabilmente la guerra con la Serbia.
A partire dall'8 febbraio 1917, dopo la morte dell'ammiraglio Haus, per un breve periodo ricoprì la carica di incarico di Chef der Marinesektion (Capo della sezione navale del Ministero della Guerra). Si spense a Vienna il 28 aprile 1917, e fu sostituito nell'incarico dall'ammiraglio Maximilian Njegovan.